# Парк Сен Виктор
„Парк Сен Виктор“ е футболен стадион в Кап Аитиен, четвъртия по население град в Хаити.
Намира се на около 2 км южно от общинската управа, в непосредствена близост до Университетския институт за икономически правни науки и регионално развитие. Има капацитет от 9500 зрители.
Използва се 2 местни отбора в елитната група – „ФИКА“ и „АС Капоаз“, както и от третодивизионния „Зенит“.